# Hauke (Adelsgeschlecht)
Hauke ist der Name eines ursprünglich deutschen Bürgergeschlechts (Name: Hauck), später polnischen (Name: Hauke) und russischen (Name: Гауке) Adelsgeschlechts. Es ist vom thüringisch-sächsischen Briefadelsgeschlecht Haugk zu unterscheiden. 

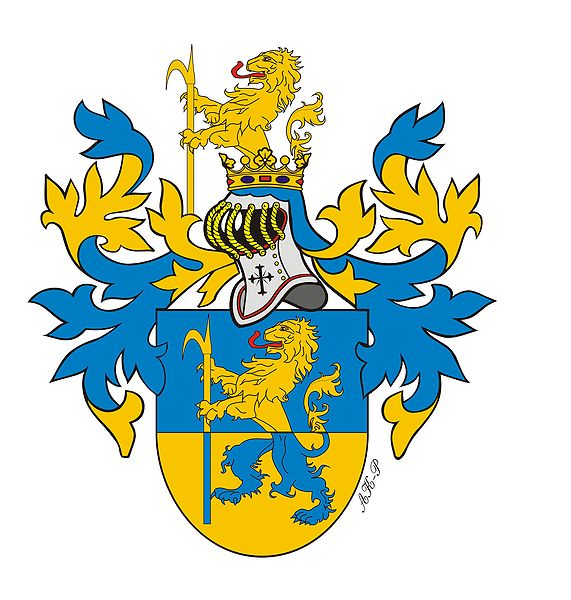
Das Stammwappen der Hauke (Enterhaken), verliehen 1826

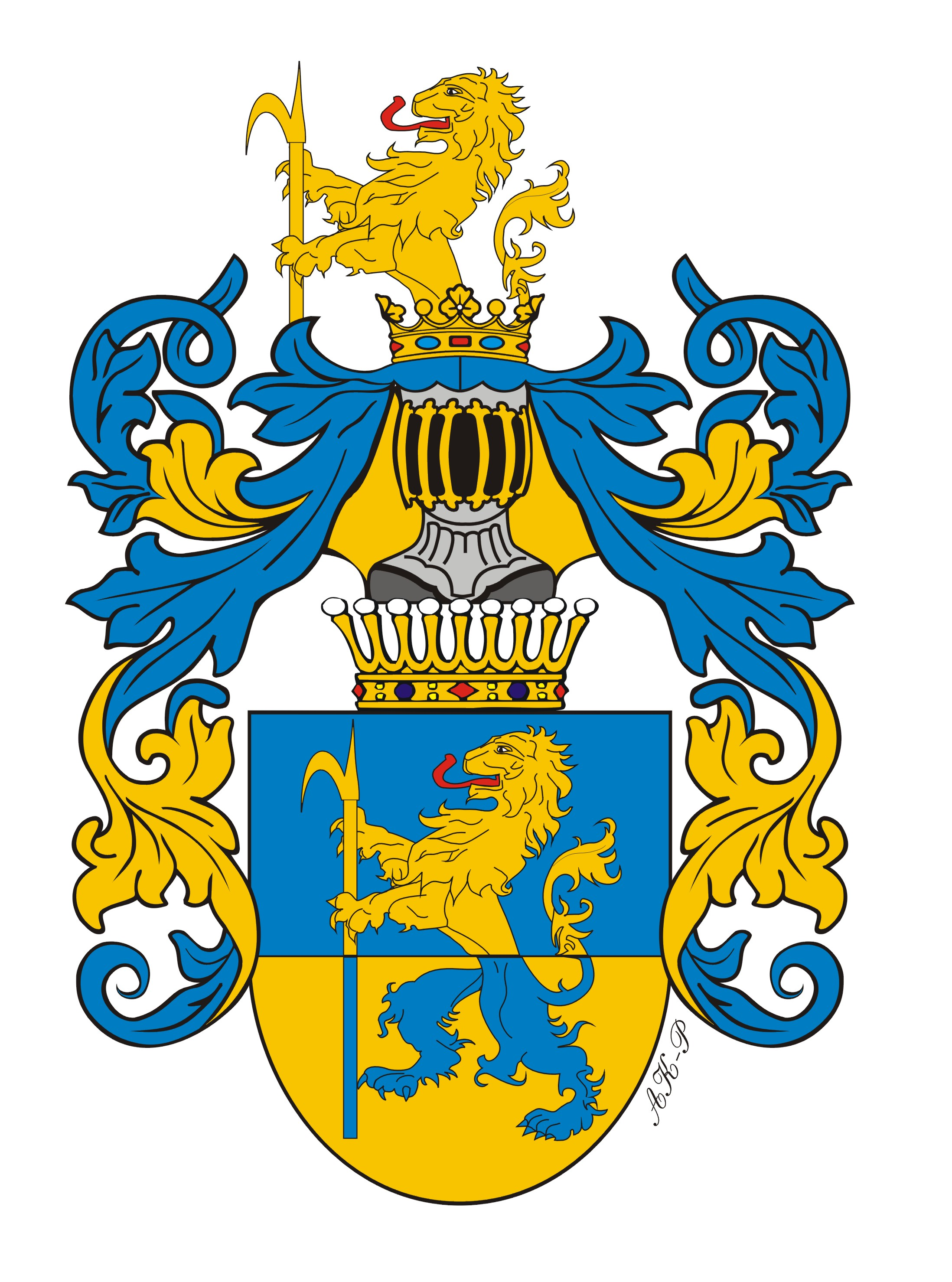
Hauke, gräfliches Wappen

## Geschichte

### Wetzlarer Bürgerfamilie
Anlässlich der Nobilitierung in Kongresspolen im Jahre 1826 und der Erhebung in den Grafenstand des Russischen Kaiserreiches erdachten dienstwillige Genealogen einen illustren Stammbaum der Familie Hauke, die auf niederländischen Uradel namens „van der Haacken“ zurückgehen sollten. Tatsächlich aber war die Familie Hauke ein bürgerliches Geschlecht aus Wetzlar, das erst am Ende des 17. und Anfang des 18. Jahrhunderts zu einiger Bedeutung gekommen war.
Der erste geschichtlich bedeutende Vorfahr der deutsch-polnisch-russisch-schwedischen Ahnenlinie Hauke war Johann Gaspar Hauck, Pedell am Reichskammergericht in der Reichsstadt Wetzlar, der 1722 starb und mit seiner Frau Anna Barbara unbekannten Familiennamens († 1722) zehn Kinder hatte. Der älteste Sohn dieser Eheleute, Johann Valentin, wurde ebenfalls Pedell am Wetzlarer Gericht, der zweite Sohn, Ignatz Marianus Hauck (* 1705 in Wetzlar, † 1784 in Mainz), wurde Sekretär der kurmainzischen Regierung. Ignatz heiratete Maria Franziska Riedesel (* 1718, † 1785), eine uneheliche, aber später legitimierte Tochter des Freiherrn Georg Riedesel zu Eisenbach aus hessischem Uradel, und hatte mit ihr neun Kinder. Drei der Söhne des Paares zeichneten sich besonders aus: der älteste, Johann Friedrich Michael (* 1737 in Mainz, † 1810 in Warschau) wurde Sekretär des mächtigen Grafen Alois Friedrich von Brühl (Starost von Warschau und General der Königlich Polnischen Artillerie) und später Professor am renommierten Königlich Preußischen Lyzäum zu Warschau. Der zweite Sohn des Ignatz, Petrus Anton (* 1742 in Mainz, † 1780 ebenda), wurde Domherr in Mainz, und der dritte, Augustus Johannes Nepomuk (* 1748 in Mainz, † 1822 in Aschaffenburg), war wie der Vater Sekretär der kurmainzischen Regierung.

### Deutsch-Polnische Bürgerfamilie und Adelserhebung
Johann Friedrich Michael änderte 1782 seine Vornamen zu Friedrich Karl Emanuel (polnisch Fryderyk Karol Emanuel) und den Familiennamen zu „Hauke“. Mit seiner Gattin Salomea, geb. Schweppenhäuser (* 1751 in Rechtenbach bei Weißenburg im Elsass (nach anderen Quellen in Sessenheim), † 1833 in Warschau, Protestantin) hatte er vier Söhne und drei Töchter. Nach der damaligen Sitte bei konfessionellen Mischehen wurden die Töchter evangelisch und liegen mit der Mutter auf dem Warschauer Evangelischen Friedhof; Friedrich Karl mit seinen katholischen Nachkommen wurde auf dem traditionsreichen katholischen Powązki-Friedhof in Warschau begraben, wo die Familie ein ansehnliches Erbbegräbnis besitzt.

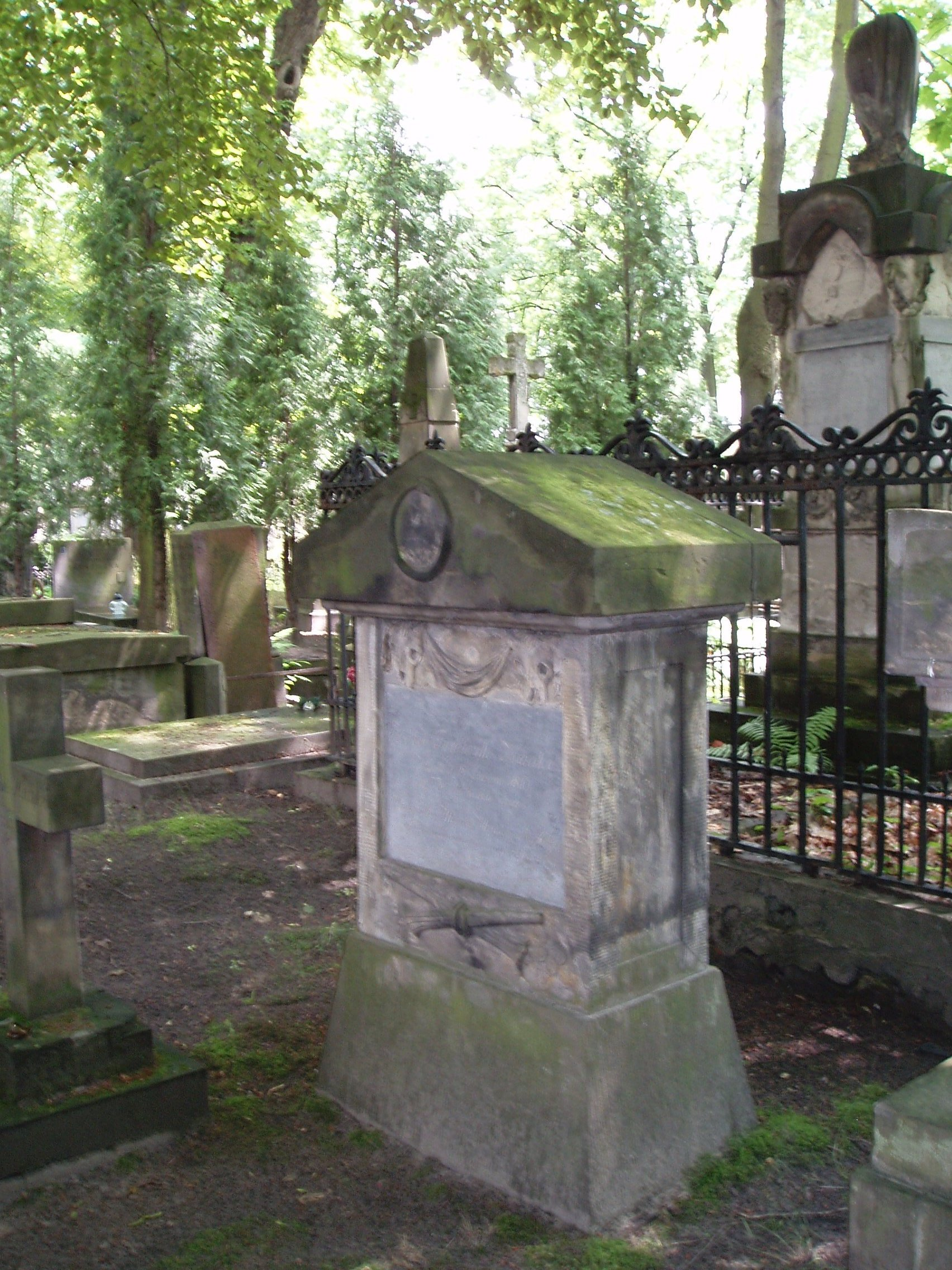
Das Grab des Friedrich Karl Hauke (Powązki, Warschau)

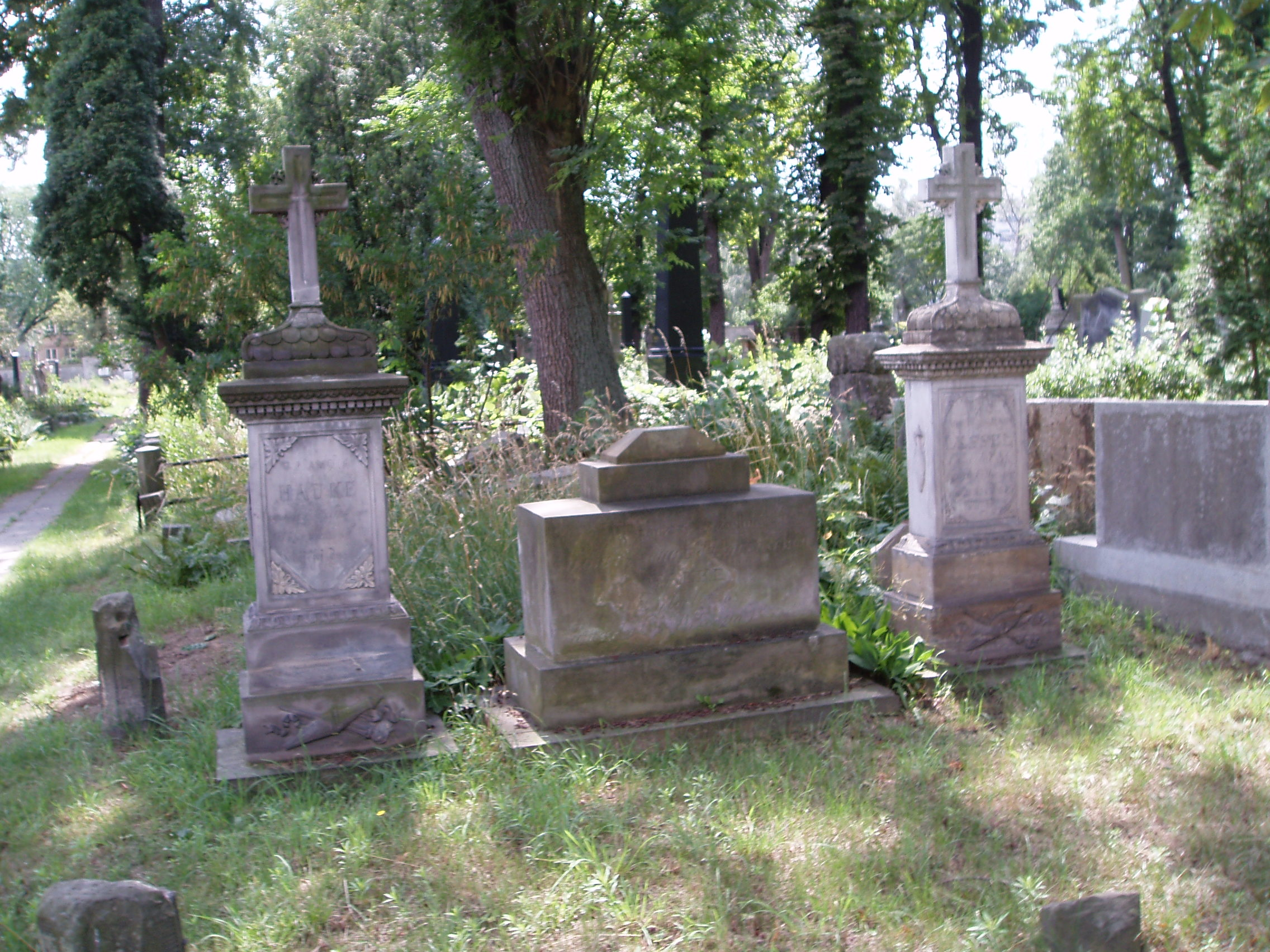
Das Grab der Salomea Hauke und ihrer Töchter Christina Hurtig und Caroline Lessel (Evang. Friedhof, Warschau)

Drei Söhne des Professors Hauke und der Salomea, Moritz (Maurycy), General, Ludwig August (* 1779 in Seifersdorf bei Dresden, † 1851 in Warschau), Generaldirektor des Bergwesens des Königreiches Polen, und Joseph Heinrich (* 1790 in Warschau, † 1837 in Sankt Petersburg), russischer General, erhielten im Jahre 1826 vom Kaiser und König Nikolaus I. den erblichen Adel des Königreiches Polen und ein Wappen, das einen Enterhaken („Bosak“) zeigte, eine Anspielung auf den Namen Hauke = Haken. Der zum General avancierte Josef Hauke (1834–1871) benutzte daraufhin zeitweise das Pseudonym „General Bosak“. Hans Moritz im Jahr 1829 und Joseph Heinrich im Jahr 1830 wurden zu russischen Grafen erhoben. Beide Linien erloschen auf der Schwertseite spätestens nach 1945. Alexander Hauke (1814–1868), Sohn von Ludwig August, erreichte 1860 die österreichische Anerkennung des Grafenstands. Von diesem stammen die heute noch lebenden Mitglieder der Familie (Mannesstamm) ab.

### Hessischer Fürstentitel
Durch die Heirat ihrer Nachfahrin, der Gräfin Julia Hauke, die man in Darmstadt auch Julie von Hauke nannte, mit dem Prinzen Alexander von Hessen-Darmstadt wurden die Haukes Vorfahren von Mitgliedern der Königshäuser Großbritanniens (Philip Mountbatten, Duke of Edinburgh), Spaniens (Victoria Eugénie von Battenberg) und Schwedens (Louise Mountbatten), sowie des Fürsten von Bulgarien Alexander von Battenberg.

## Trivia
Gegenwärtig leben nur noch sieben Nachkommen der Familie, die aus der Linie Ludwigs stammen. Die Familie brachte sechs Ritter des Orden Virtuti Militari und fünf Generale (Hans Moritz † 1830, Joseph † 1837, Alexander † 1868, Joseph † 1871 und Karol † 1940) hervor.

## Orden
- Hans Moritz Hauke erhielt 1829 den Orden des Weißen Adlers.
- Aleksander Jan Hauke erhielt 1860 den Österreichisch-kaiserlichen Leopold-Orden.

## Stammliste der Familie Hauke
- Friedrich Karl Emanuel Hauke (1737–1810), Professor am Lyzäum zu Warschau, ⚭ Maria Salomea Schweppenhäuser (1755–1833)
  - Christina Friederika Hauke (1774–1823) ⚭ Josef Hurtig (1770–1831), General
  - Graf Hans Moritz Hauke (1775–1830), General, 1826 geadelt, ab 1829 Graf, ⚭ Sophie Lafontaine (1790–1831), Tochter von Franz Leopold Lafontaine, Mediziner
    - Graf Moritz Napoleon Hauke (1808–1852), Oberst
    - Graf Wladyslaw Hauke (1812–1841)
    - Graf Moritz Leopold Hauke (1814–1831)
    - Gräfin Sophie Hauke (1816–1863) ⚭ Graf Alexander Hauke (1814–1868), General
    - Graf Vinzent Hauke (1817–1863), Major
    - Graf Konstantin Hauke (1819–1840), Offizier
    - Gräfin Emlie Hauke (1821–1890) ⚭ Baron Karl August Stackelberg (1816–1887)
    - Gräfin Julia Hauke (1825–1895), ab 1851 Gräfin von Battenberg, ab 1858 Prinzessin von Battenberg ⚭ Prinz Alexander von Hessen-Darmstadt (1823–1888)
      - Nachkommen siehe: Battenberg (Adelsgeschlecht)

    - Graf Josef Hauke (1834–1871), General (benutzte zeitweise das Pseudonym „General Bosak“[3])

  - Ludwig August Hauke (1779–1851), Generaldirektor des Bergwesens, 1826 geadelt
    - Graf Alexander Hauke (1814–1868), General, ab 1860 Graf, ⚭ Gräfin Sophie Hauke (1816–1863)
      - Gräfin Maria Teresa Salomea Hauke (1849–1892) ⚭ Baron Julian Kosinski (1833–1914), Mediziner
      - Graf Sigismund Hauke (1851–1912), Jurist
        - Graf Karol Hauke (1888–1940), General

  - Graf Josef Heinrich Hauke (1790–1837), General, 1826 geadelt, ab 1830 Graf
    - Graf Josef Hauke (1834–1871), General

## Familienmitglieder

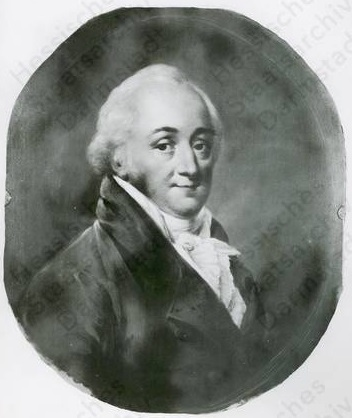
Friedrich Karl Emanuel Hauke
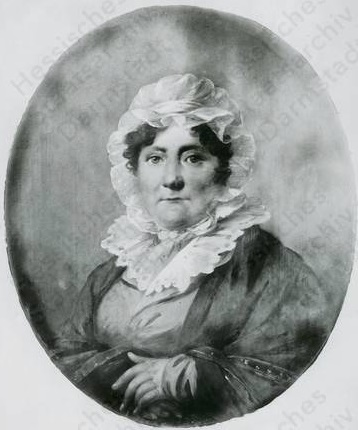
Maria Salomea Hauke, geb. Schweppenhäuser
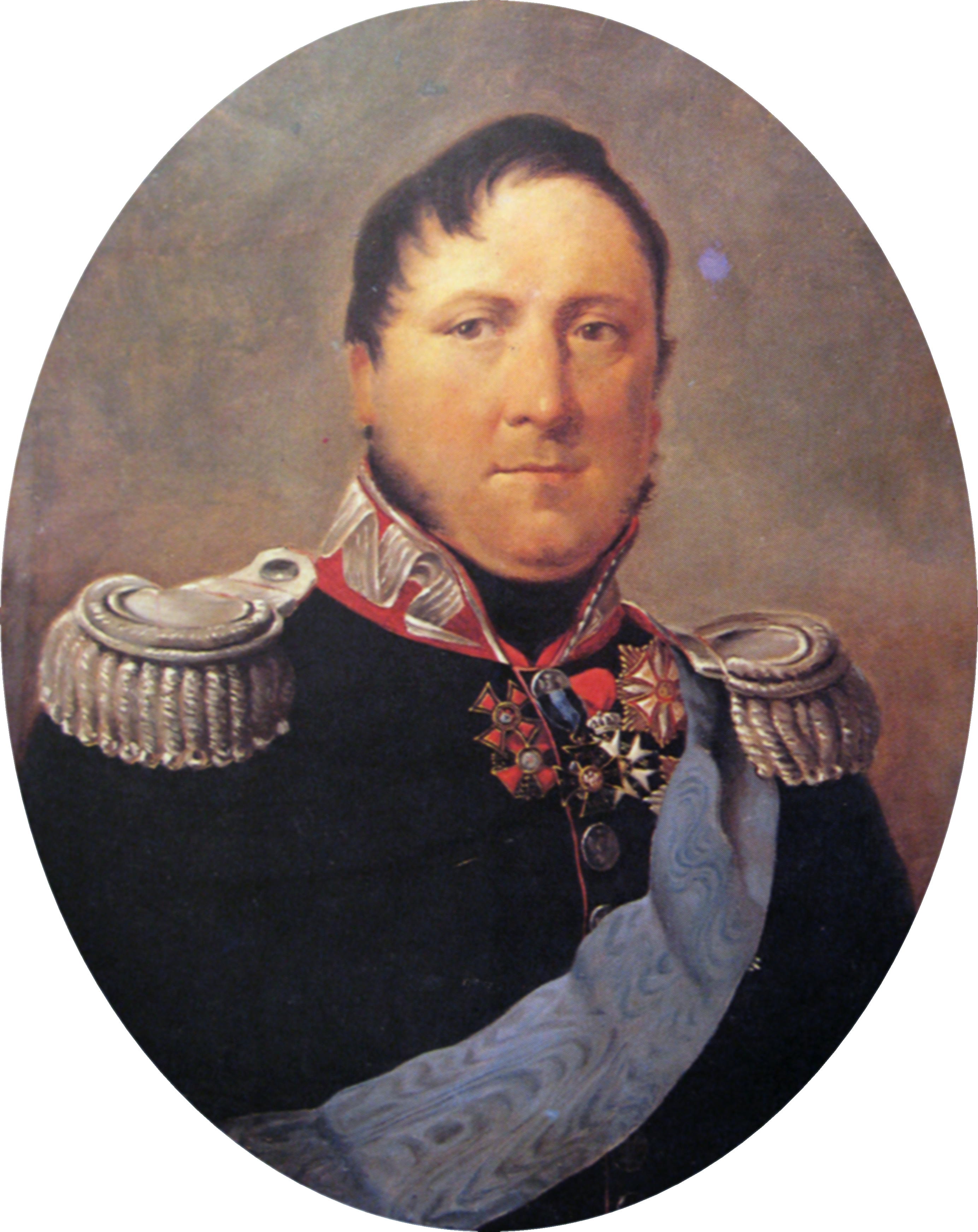
Graf Hans Moritz Hauke
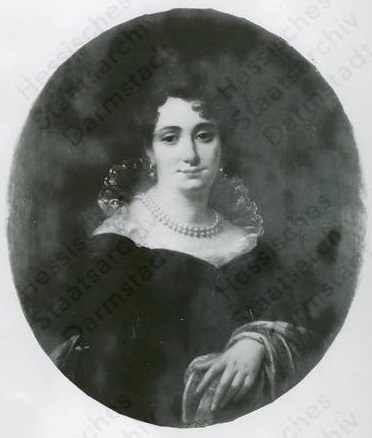
Gräfin Sophie Hauke, geb. Lafontaine
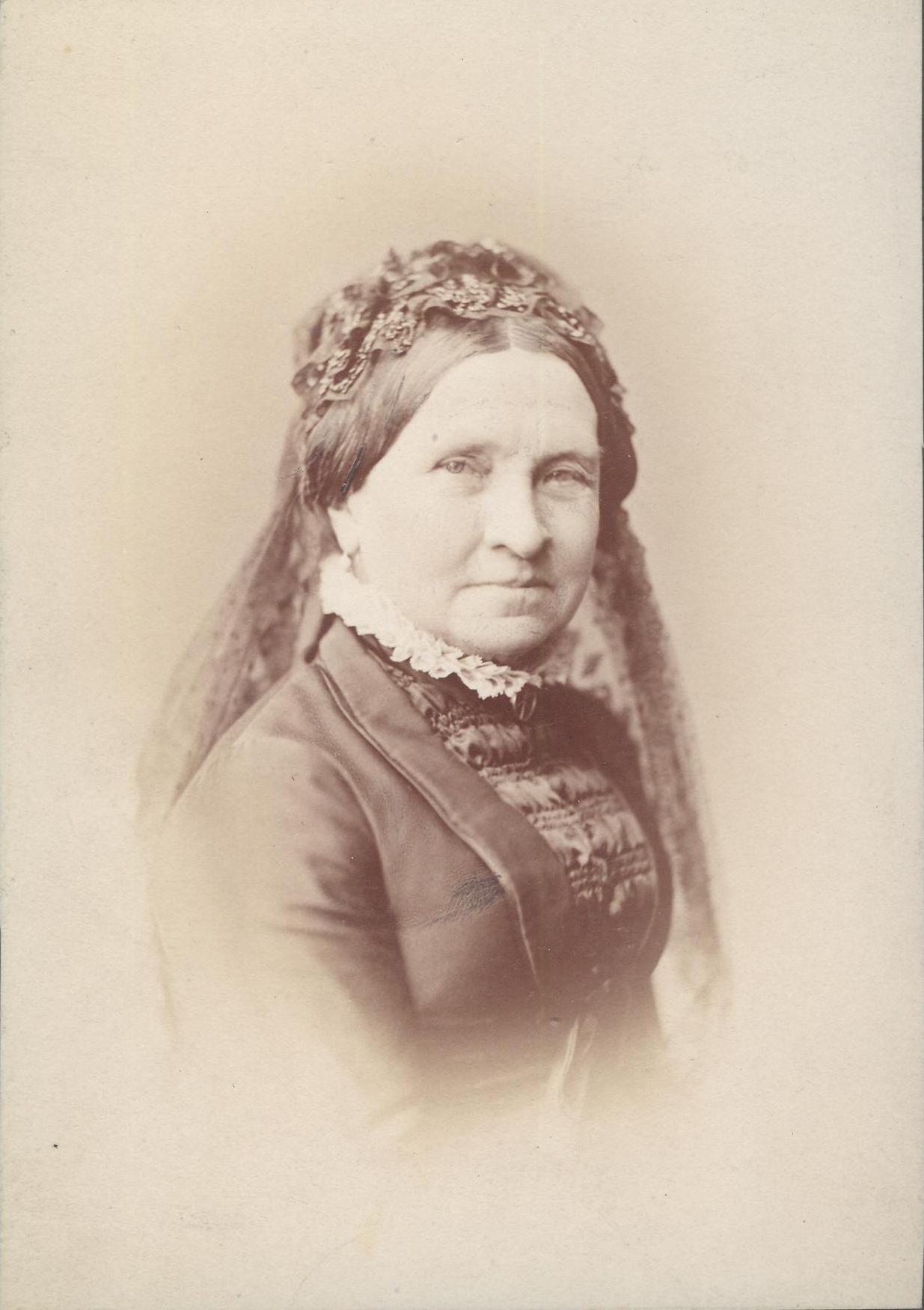
Fürstin Julia von Battenberg, geb. Gräfin Hauke
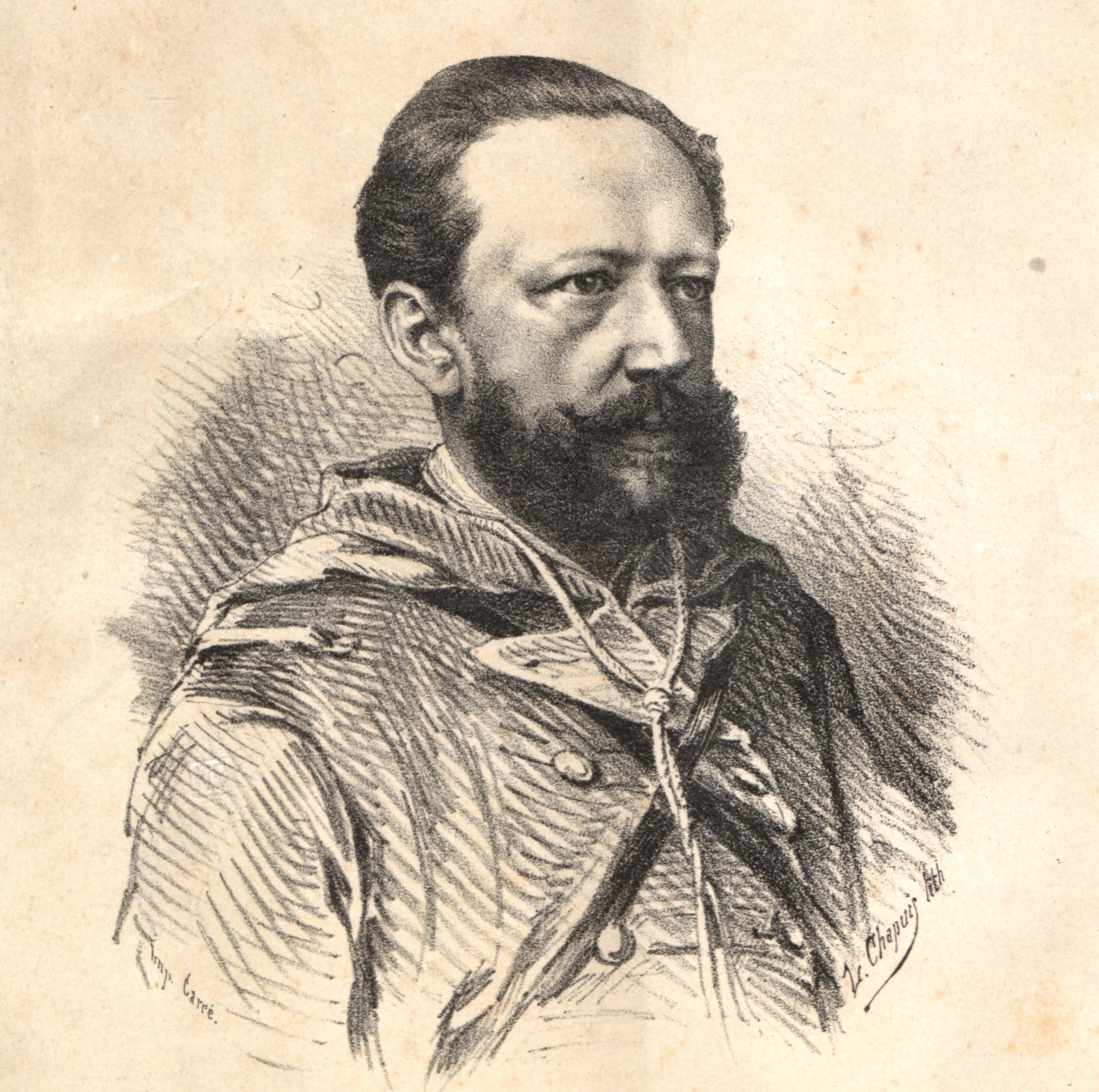
Graf Josef Hauke („General Bosak“)